# Universidade Autônoma de Assunção
A Universidade Autônoma de Assunção (UAA) é uma instituição de ensino superior paraguaia, com campus em Assunção que tem origem na instituição universitária Escuela Superior de Administración de Empresas (ESAE), fundada em 1978, com cursos de graduação em gestão de empresas.

## Faculdades
- Faculdade de Ciências da Saúde
- Faculdade de Ciências Jurídicas, Políticas e Sociais
- Faculdade de Ciências Econômicas e Empresariais
- Faculdade de Ciências e Tecnologia
- Faculdade de Ciências da Educação e Comunicação

## Ligação externa
- Página da Universidade